# Coquillettidia novochracea
Coquillettidia novochracea är en tvåvingeart som först beskrevs av Philip James Barraud 1927.  Coquillettidia novochracea ingår i släktet Coquillettidia och familjen stickmyggor. Inga underarter finns listade i Catalogue of Life.